# Tapes (kommun)
Tapes är en kommun i Brasilien.   Den ligger i delstaten Rio Grande do Sul, i den södra delen av landet, 1 700 km söder om huvudstaden Brasília. Antalet invånare är 16 649.
Följande samhällen finns i Tapes:
- Tapes